# Verne Gyula csodálatos utazásai
A Verne Gyula csodálatos utazásai (eredeti cím: Les voyages extraordinaires de Jules Verne) 2001-ben indult német–francia televíziós rajzfilmsorozat, amelyet Henri Heidsieck, Armando Ferreira, Jean-Pierre Jacquet, Szilágyi Varga Zoltán (Utazás a Föld középpontja felé) és Gilles Gay rendeztek. Az animációs játékfilmsorozat forgatókönyvét Martin Jameson, Robin Lyons, Andrew Offiler, Brian Finch és Fabrice Ziolkowski írták. A tévéfilmsorozat zenéjét Christophe Héral szerezte. Műfaja gyerekműsor. Magyarországon az M2-n volt látható a televízióban.

## Szereplők
Verne Gyula (Jules Verne) – A történet főszereplője.

## Epizódok
1. A dél csillaga[1][2] (48:11), , az alapul szolgáló Verne regény: Dél csillaga
2. A rejtelmes sziget[3][4] (47:47), az alapul szolgáló Verne regény: A rejtelmes sziget
3. 800 mérföld az Amazonason[5][6] (47:48), az alapul szolgáló Verne regény: Nyolcszáz mérföld az Amazonason, a könyv A jangada címmel is megjelent.
4. Utazás a Föld középpontjába[7][8] (47:53), , az alapul szolgáló Verne regény: Utazás a Föld középpontja felé
5. 80 nap alatt a Föld körül[9][10] (46:58),  az alapul szolgáló Verne regény: Nyolcvan nap alatt a Föld körül
6. Attrakció a jégen[11][12] (47:14), az alapul szolgáló Verne regény: César Cascabel, a könyv a Cirkuszkocsival a sarkvidéken át címmel is megjelent.